# فكتور شوفان
فكتور شُوفان (باللاتينية: Victor Chauvin) (توفي 1331 هـ / 1913 م) هو مستشرق بلجيكي.
له بالفرنسية «معجم الكتب العربية أو التي تتحدث عن العرب»، اثنا عشر جزءاً. وقد قام شوفان بالإعداد لهذا الفهرست عشرين سنة.